# حزمة مكتبية

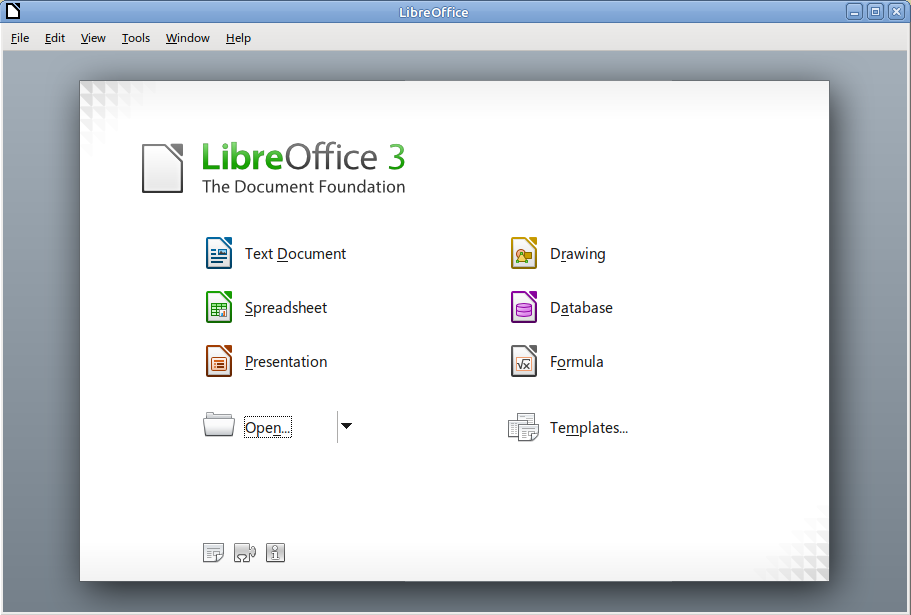
ليبر أوفيس هو أحد أشهر الحزم المكتبية المجانية ومفتوحة المصدر.

في الحوسبة، الحزمة المكتبية أو حزمة البرمجيات المكتبية أو في بعض الأحيان يطلق عليها الحزمة الإنتاجية هي مجموعة من برامج الحاسوب موجهة للاستخدام من قبل العاملين في قطاع المعرفة.
البرامج المكوِنة للحزمة تأتي في العادة مع بعضها البعض، وتحتوي على واجهة مستخدم موَّحدة، وفي العادة يمكن لبرامج الحزمة التفاعل مع بعضها البعض.

## مكونات حزمة المكتب المثالية
| - برنامج معالج كلمات - برنامج جداول حسابية - برنامج عروض تقديمية - برنامج تدوين ملاحظات | - برنامج رسوميات - محرر صيغ رياضية - برنامج قواعد بيانات - برنامج تواصل | - برنامج إدارة مشاريع - برنامج نشر مكتبي - أداة لتصدير نسق المستندات المنقولة - برنامج عميل بريد إلكتروني | - برنامج إدارة معلومات شخصية - محرر لغة ترميز النص الفائق - برنامج تعاوني - برنامج محلل سجل الويب |

## أشهر الحزم المكتبية
- مايكروسوفت أوفيس
- ليبر أوفيس
- أوبن أوفيس